# Mafia Dixie
La Mafia Dixie: es una organización criminal estadounidense compuesta principalmente por Blancos estadounidenses del Sur de Estados Unidos y con sede en Biloxi, Misisipi, que opera principalmente en todo el sur de los Estados Unidos desde al menos finales de la década de 1960. Las actividades del grupo incluyen el movimiento de mercancías robadas, alcohol ilegal y drogas ilegales.

Bandera de proa de los Estados Confederados de América, donde algunos miembros de la Mafia Dixie se identifica ya que varios lugares del sur de los Estados Unidos opera esta organización criminal

## Primeros Días
A partir de finales de la década de 1960, la Mafia Dixie comenzó a trabajar como un grupo poco unido de delincuentes itinerantes que realizaban robos, estafas y hurtos residenciales. La pandilla no funcionaba con una cadena de mando establecida, con el concepto de que quien ganaba más dinero merecía ser el jefe. A pesar de la estructura informal, la Mafia Dixie tenía una regla que se esperaba que obedecieran sus miembros: "No delatarás a la policía".
A diferencia de los miembros de la mafia estadounidense, los miembros de la Mafia Dixie no estaban conectados por familia ni por país de origen. Eran individuos de muchas nacionalidades vagamente conectados con un objetivo común: ganar dinero y ejercer control sobre operaciones ilegales para generar dinero por cualquier medio, incluido el tráfico de influencias, el soborno de funcionarios públicos y el asesinato.
La pandilla se hizo conocida por llevar a cabo asesinatos por encargo, particularmente contra exmiembros. Durante su apogeo, desde principios de los años 1960 hasta finales de los 1980, decenas de personas fueron asesinadas (generalmente a tiros) por sus miembros. La mayoría de las veces, las víctimas fueron asesinadas porque testificaron, o amenazaron con testificar, contra otros miembros.
"La Franja" en Biloxi, Mississippi, era la base de operaciones de la Mafia Dixie, y Mike Gillich, Jr., era el capo no oficial pero de facto del grupo. De ascendencia croata y de una familia numerosa y pobre, se había criado en la sección Point Cadet de la ciudad para convertirse en un rico empresario a lo largo de "La Franja". Era dueño de una serie de moteles y clubes nocturnos que también funcionaban como locales de striptease y garitos de juego, además de una sala de bingo. Casi todos los miembros de La Mafia Dixie lo conocían y confiaban en él, especialmente aquellos que no confiaban en nadie más. En palabras de un investigador de los asesinatos de Sherry, "el señor Mike dirige la oficina de correos de los delincuentes. Es su banquero".
Gillich también fue patrón y protector de Kirksey McCord Nix Jr., uno de los miembros más notables de la pandilla. En diciembre de 1965, a la edad de 22 años, Nix fue sorprendido portando armas automáticas ilegales en Fort Smith, Arkansas. Un viejo amigo suyo, Juanda Jones, tenía un burdel allí y Nix se involucró con la hija adolescente de Jones, Sheri LaRa. En años posteriores, ella jugó un papel clave en sus operaciones, incluidos vínculos directos con los asesinatos de Vince y Margaret Sherry. Edward Humes, en su libro de 1994, Mississippi Mud, relató sus asesinatos y la posterior investigación de Gillich, Nix, Bobby Fabian y otros que estuvieron involucrados de manera libre o activa en los asesinatos. Con la ayuda de las conexiones de su padre en la vecina Oklahoma, Nix venció los cargos de armas en Fort Smith y pasó a otros delitos. Era sospechoso del asesinato al estilo mafioso de un jugador llamado Harry Bennett, que estaba a punto de presentar pruebas estatales contra varios miembros de La Mafia Dixie. Aunque nunca se demostró la participación de Nix en el asesinato de Bennett, este incidente precipitó una serie de asesinatos que dejaron 25 muertos en seis estados durante los siguientes cuatro años.
Nix era sospechoso del intento de asesinato del sheriff Buford Pusser del condado de McNairy, Tennessee, y del asesinato de la esposa de Pusser. Nix también fue condenado por asesinar al rico propietario de una tienda de comestibles de Nueva Orleans, Frank Corso. En el momento del asesinato, se creía que Nix era empleado de Darrel Ward en Clarksville, Texas. Ward era un destacado asociado del jefe de la mafia de Chicago, Sam Giancana, y se cree que controló el crimen organizado y el contrabando en Texas, Luisiana, Arkansas y Mississippi. La Mafia Dixie estaba fuertemente conectada con La Mafia de la Línea Estatal y su líder, Carl Douglas White.

## Lugares de Origen de la Mafia Dixie
Los orígenes de la Mafia Dixie estaban en los estados de los Apalaches, que tenían un regionalismo que se remontaba a la Rebelión del Whisky y al movimiento secesionista que resultó, brevemente, en el estado de Franklin (este de Tennessee).  Esta visión de que el gobierno federal es opresivo y que las empresas criminales en su contra están justificadas se extendió desde su lugar de origen a regiones más ricas donde operaba la Mafia Dixie; principalmente en Texas, Luisiana, Arkansas, Georgia, Mississippi y Alabama, particularmente alrededor de las ciudades de Birmingham, Baton Rouge, Hattiesburg, Corinth, Dallas y Atlanta. Algunas de las actividades criminales del grupo se desarrollaron en partes más oscuras de sus principales áreas de operación, lo que hizo que el grupo y sus actividades fueran más difíciles de identificar.
La Mafia Dixie cometió la mayoría de sus delitos en áreas que carecían de una aplicación de la ley fuerte y coordinada, particularmente en pequeñas comunidades en todo el Sur (como Amity, Arkansas). Al hacerlo, se podrían llevar a cabo asesinatos, intimidación u otras actividades delictivas con menos riesgo de que las autoridades locales puedan vincular directamente los crímenes con la organización. Agencias policiales de pueblos y condados pequeños, especialmente en los sectores más pobres del Sur hasta la década de 1990, por lo general no estaban bien equipados y rara vez contaban con agentes con amplia experiencia en la investigación de homicidios o crimen organizado.
Los miembros de la Mafia Dixie solían crear pequeños negocios aparentemente legítimos, como la compra y venta de chatarra o antigüedades. Estas empresas proporcionaron fachadas para que los operadores compraran y vendieran artículos robados proporcionados por otros dentro de la red. Las empresas generalmente operaban hasta que levantaban sospechas y luego se trasladaban a otra ubicación.
Muchos miembros de la Mafia Dixie eran ex prisioneros estatales o federales. Por lo general, los miembros eran reclutados mientras estaban en prisión; un historial de comportamiento violento era generalmente un requisito previo para convertirse en miembro. Según un artículo del Las Vegas Review-Journal, la pandilla era bien conocida por su violencia al cobrar deudas con casas de juego y clubes de striptease.
Los términos "Mafia Dixie" y "Mafia Sureña" se han usado indistintamente. El uso documentado de los dos términos existía ya en 1993, cuando Scarone escribió sobre la "Mafia Dixie" o la "Mafia del Sur" trabajando junto con la "Mafia italiana" en el Sur. Sus relatos de la "Mafia del Sur del Good Ol' Boy" en las partes 3 y 4 del artículo describen la naturaleza indígena del grupo. Si todas las referencias periodísticas y literarias a la "Mafia Dixie" y No está claro si la "mafia del sur" se refiere al mismo grupo de personas. Por lo tanto, estos términos se han convertido en una referencia general a cualquier empresa ilegal en los estados del sur que, por razones culturales, puede esperar cierto apoyo, tanto intencionado como no intencionado, de la población local.

## Infiltración en las fuerzas policiales
La Mafia Dixie desarrolló una enorme presencia dentro del sistema policial local. La Oficina Federal de Investigaciones informó sobre esta infiltración: “Estaba fuera de control”, dijo el agente especial retirado Keith Bell, refiriéndose al nivel de corrupción en Biloxi y el condado de Harrison, hasta el punto de que en 1983 las autoridades federales designarían a todo el condado de Harrison como Oficina del Sheriff del condado como una empresa criminal”.  Los sheriffs de La Mafia Dixie y los oficiales leales a ellos “estaban haciendo cualquier cosa ilegal allí [allí]... Por dinero, [ellos] liberaban a los prisioneros de la cárcel del condado, salvaguardaban cargamentos de droga y esconder a fugitivos. En cualquier cosa que se te ocurra, ellos estuvieron involucrados”. En algunos lugares, la infiltración fue tan mala que “los alguaciles y agentes locales corruptos extorsionaban regularmente a las empresas locales, ayudaban a la prostitución y, en algunos casos, asesinaban a sus oponentes políticos a sangre fría”. La Mafia Dixie hizo un trabajo excepcional al infiltrarse en las fuerzas del orden. , asumiendo posiciones que naturalmente se habrían opuesto a sus operaciones, ganando una cantidad exorbitante de dinero.

## En la cultura popular
La Mafia Dixie aparece en los programas de televisión estadounidenses Justified, Claws y The Righteous Gemstones. Es una pandilla antagonista del videojuego Mafia III.